# Aiden McGeady
Aiden John McGeady (Rutherglen, 4 aprile 1986) è un ex calciatore irlandese, di ruolo centrocampista o ala.

## Caratteristiche tecniche
È un centrocampista che può giocare anche come ala; una sua caratteristica è la McGeady Spin, una variante della veronica.

## Carriera

### Club
Figlio di John McGeady, ex calciatore dello Sheffield United, Aiden ha iniziato a giocare per il Celtic fin da piccolo.
Dopo aver fatto tutta la trafila tra le riserve, nel campionato 2003-2004 Aiden debutta contro gli Hearts a 18 anni, segnando anche un gol dopo diciassette minuti, in seguito collezionerà altre tre presenze.
La stagione 2004-2005 è quella dell'esplosione: Aiden infatti riesce a ritagliarsi un ruolo importante all'interno della squadra, arrivando, a fine campionato, a totalizzare 27 partite e segnare 4 gol.
L'anno successivo è un anno non molto fortunato per il giocatore: McGeady infatti, afflitto da un infortunio al ginocchio e ostacolato dalla concorrenza di Shaun Maloney e Shunsuke Nakamura, riesce a collezionare soltanto 20 presenze, realizzando però 4 gol.
Nella stagione 2006-2007, la cessione di Maloney all'Aston Villa e la ritrovata condizione fisica creano i presupposti per un gran stagione, terminata poi con la vittoria del campionato, che Aiden suggella con 34 presenze e 5 reti. McGeady partecipa all'UEFA Champions League 2006-2007, dove riesce a qualificarsi per la fase a eliminazione diretta della e dove, per la prima volta nella sua storia, il club riesce a battere il Manchester United nella fase a gironi, prima di essere eliminato dal Milan con un 1-0 nel ritorno degli ottavi di finale, dopo lo 0-0 dell'andata.
La stagione 2007-2008 è stata la migliore per Aiden, che riesce a guadagnarsi gli elogi da parte di media, tifosi e compagni di squadra; è infatti in questa stagione che Aiden esegue per la prima volta il suo McGeady Spin, in campionato contro l'Aberdeen. La stagione termina con l'assegnazione a McGeady del premio SPFA Player of the Year e Young Player of the Year. Dopo questa stagione McGeady diventa il pupillo dei suoi tifosi, venendo considerato una delle stelle della propria squadra e attirando su di sé interessi di diversi club di Premier League.
La Stagione 2009-2010 inizia bene: Aiden segna nella prima partita della stagione contro l'Aberdeen. Aiden mette a segno 7 gol e fornendo 14 assist in 35 presenze di campionato.
Il 13 agosto 2010 ufficializza il suo trasferimento in Russia, passando alla squadra dello Spartak Mosca per una cifra pari a 10 milioni di sterline; il costo dell'operazione è il quarto più oneroso della storia del campionato russo e il primo per quanto riguarda il campionato scozzese.
In seguito alla firma con la Spartak, l'irlandese rivelò di essersi trasferito dal Celtic dopo le ripetute minacce di morte ricevute durante la sua permanenza a Glasgow.
Esordisce con la nuova squadra l'11 settembre 2010 contro il Saturn, partita vinta per 2-1.
L'esordio in Champions League con la nuova maglia avviene solo quattro giorni dopo a Marsiglia, in occasione della partita contro l'Olympique Marsiglia, vinta dai russi per 1-0.
Il primo gol di Aiden nello Spartak Mosca arriva nella sua terza apparizione in campionato, il 24 settembre 2010, contro l'Amkar, in cui McGeady segna il secondo gol dello Spartak, che fissa il risultato sul 2-2.
Il 30 ottobre 2010 realizza il suo secondo gol con i russi, su rigore al 90', gol che permette ai bianco-rossi di Mosca di imporsi per 2-1 sul FK Rostov. Il campionato terminerà con il quarto posto del club e con un bottino complessivo, da parte di Aiden, di 10 presenze e 2 gol. Tutto ciò gli vale l'inserimento nella lista dei migliori 33 giocatori del campionato russo, classificandosi secondo nella categoria "miglior ala destra", nonostante abbia disputato solo metà stagione.
Il 24 febbraio 2011 mette a segno al 90' la rete del 1-1 contro il Basilea, nella partita dei sedicesimi di finale di Europa League, qualificando la squadra russa agli ottavi.
La Premier League russa 2011 inizia per lui alla terza giornata, il 2 aprile 2011, quando scende in campo contro il Kuban, con la maglia numero 8, sfida persa per 3-1. Il primo gol della nuova stagione lo segna l'8 maggio, nella sfida persa in casa contro l'Amkar, rete che aveva dato il vantaggio momentaneo allo Spartak, prima del pareggio momentaneo e del sorpasso decisivo ai fini del risultato finale di 1-2. La stagione per lui però s'interrompe per un infortunio a giugno, facendogli saltare diverse partite, prima del ritorno in campo il 28 agosto, nel pareggio casalingo per 2-2 contro il CSKA. Torna al gol il 18 settembre, nella vittoria casalinga per 3-0 contro il Samara, gol che ritrova solo tre giorni dopo, nella sfida valida per gli ottavi di finale della Coppa di Russia contro il Nizhny Novgorod, Aiden segna il gol del momentaneo 1-0, la partita sarà poi vinta dagli avversari ai calci di rigore. Due settimane più tardi, conferma l'ottimo stato di forma, continuando ad essere fondamentale per la sua squadra, servendo l'assist a Welliton per il pareggio negli ultimi minuti della gara contro la capolista Zenit.
Il 5 novembre torna a segnare, e lo fa ancora in una partita di cartello, questa volta contro i cugini della Dinamo, la partita terminerà 1-1. La stagione per lo Spartak terminerà con un quarto posto, mentre McGeady con il bottino personale di 3 reti in 32 partite.
La stagione successiva parte con subito due reti messe a segno in sei partite, contro il Novgorod e il Kuban.
Nel 2014 passa all'Everton in Premier League.
Nel mercato invernale 2016 passa in prestito allo Sheffield Weds.
Il 13 luglio 2017 McGeady firma un contratto di tre anni con il Sunderland, appena retrocesso in Championship dalla Premier League. Nonostante termini la stagione con un bottino personale di 35 presenze e 7 gol, la squadra si classifica all'ultimo posto, ottenendo la seconda retrocessione consecutiva e venendo relegata in League One.
Il 24 giugno 2022 fa ritorno in Scozia firmando per l'Hibernian.

### Nazionale
McGeady è un componente della nazionale irlandese pur essendo nato a Glasgow, in Scozia, grazie al nonno di origini irlandesi, fatto che ha da sempre alimentato molte polemiche in Scozia. 
In realtà originariamente McGeady giocò per la Scotland Schools quando era al Queen's Park, disputando anche un torneo mondiale Under-13 a Parigi con la Scozia. Dopo il passaggio alle giovanili del Celtic, sorsero tuttavia dei problemi: il nuovo club aveva una politica interna che non permetteva ai propri giovani di giocare con le proprie squadre scolastiche a causa di un conflitto con gli orari di allenamento ed inizio partita. Allo stesso tempo la Scozia escludeva, per un proprio regolamento, dalla selezioni giovanili nazionali chi non avesse giocato per le proprie squadre scolastiche.
L'Irlanda non aveva invece questa regola e decise di contattare Packie Bonner, ex portiere della nazionale irlandese e del Celtic, di invitare McGeady a giocare per l'Irlanda Under-15. Bonner, originario dei Rosses nel Donegal, conosceva bene le origini irlandesi dei nonni paterni di McGeady, che erano della gaeltacht di Gaoth Dobhair. McGeady accettò l'offerta ed entrò nel sistema giovanile irlandese. Fu poi chiamato da una selezione scozzese under-16, ma lo stesso rifiutò, sostenendo di aver ormai scelto di far parte del sistema irlandese e nonostante i tentativi vani di persuaderlo a cambiare idea dell'allora tecnico della Scozia Berti Vogts. Questa decisione ha portato a molti malumori in Scozia, in particolare tra i tifosi dei Rangers che hanno cominciato a cantargli that wee traitor from Castlemilk ("quel piccolo traditore di Castlemilk") sulle note di una controversa canzone della carestia irlandese.
McGeady ha fatto il suo debutto ufficiale con la nazionale maggiore irlandese il luglio 2004 contro la Giamaica. Da allora ha collezionato più di 40 presenze in nazionale, convocato regolarmente anche dal successivo commissario tecnico Giovanni Trapattoni. Ha perso il posto da titolare durante il turno qualificatorio ai Mondiali del 2010.
Il 26 marzo 2011 McGeady ha segnato il suo primo gol per i green all'Aviva Stadium contro la Macedonia nel turno di qualificazione ad UEFA Euro 2012, contribuendo alla vittoria irlandese per 2-1. Il 7 ottobre 2011, ha segnato un altro gol per il definitivo 2-0 contro Andorra..
McGeady è stato convocato da Trapattoni per gli Europei 2012 in Polonia ed Ucraina.. Nonostante la disastrosa campagna irlandese nella competizione, McGeady ha contribuito alla realizzazione dell'unico gol della squadra contro la Croazia, battendo il calcio di punizione poi sfruttato da Sean St Ledger che ha segnato il momentaneo 1-1 contro la Croazia, match finito poi per 3-1 in favore della nazionale balcanica.
Il 7 settembre 2014, McGeady ha segnato entrambi i gol contro la Georgia risultando determinante nell'importante vittoria in trasferta per 2-1, ottenuta all'esordio nel turno qualificatorio per Euro 2016. Il secondo, decisivo, gol segnato allo scadere è stato realizzato effettuando la nota McGeady Spin all'interno dell'area georgiana e concludendo con un tiro in porta sotto all'incrocio dei pali.
Viene convocato per gli Europei 2016 in Francia.

## Statistiche

### Presenze e reti nei club
Statistiche aggiornate al 30 giugno 2022.
| Stagione             | Squadra              | Campionato           | Campionato | Campionato | Coppa nazionale | Coppa nazionale | Coppa nazionale | Coppe continentali | Coppe continentali | Coppe continentali | Altre coppe | Altre coppe | Altre coppe | Totale | Totale |
| Stagione             | Squadra              | Comp                 | Pres       | Reti       | Comp            | Pres            | Reti            | Comp               | Pres               | Reti               | Comp        | Pres        | Reti        | Pres   | Reti   |
| -------------------- | -------------------- | -------------------- | ---------- | ---------- | --------------- | --------------- | --------------- | ------------------ | ------------------ | ------------------ | ----------- | ----------- | ----------- | ------ | ------ |
| 2003-2004            | Celtic               | PL                   | 4          | 1          | SC+CdL          | 0               | 0               | UCL+CU             | 0                  | 0                  | -           | -           | -           | 4      | 1      |
| 2004-2005            | Celtic               | PL                   | 27         | 4          | SC+CdL          | 5+2             | 0+1             | UCL                | 3                  | 0                  | -           | -           | -           | 37     | 5      |
| 2005-2006            | Celtic               | PL                   | 20         | 4          | SC+CdL          | 1+2             | 0               | UCL+CU             | 1+0                | 0                  | -           | -           | -           | 24     | 4      |
| 2006-2007            | Celtic               | PL                   | 34         | 5          | SC+CdL          | 4+2             | 0               | UCL                | 6                  | 0                  | -           | -           | -           | 46     | 5      |
| 2007-2008            | Celtic               | PL                   | 36         | 7          | SC+CdL          | 4+1             | 0               | UCL                | 10                 | 1                  | -           | -           | -           | 51     | 8      |
| 2008-2009            | Celtic               | PL                   | 29         | 3          | SC+CdL          | 3+4             | 1+2             | UCL                | 4                  | 1                  | -           | -           | -           | 40     | 7      |
| 2009-2010            | Celtic               | PL                   | 35         | 7          | SC+CdL          | 4+2             | 0               | UCL+UEL            | 4+5                | 0                  | -           | -           | -           | 50     | 7      |
| Totale Celtic        | Totale Celtic        | Totale Celtic        | 185        | 31         |                 | 34              | 4               |                    | 33                 | 2                  | -           | -           | -           | 252    | 37     |
| 2010                 | Spartak Mosca        | PL                   | 11         | 2          | KR              | 0               | 0               | UCL+UEL            | 6+6                | 0+1                | -           | -           | -           | 23     | 3      |
| 2011-2012            | Spartak Mosca        | PL                   | 31         | 3          | KR              | 3               | 1               | UEL                | 0                  | 0                  | -           | -           | -           | 34     | 4      |
| 2012-2013            | Spartak Mosca        | PL                   | 17         | 5          | KR              | 1               | 0               | UCL                | 5                  | 0                  | -           | -           | -           | 23     | 5      |
| 2013-gen. 2014       | Spartak Mosca        | PL                   | 13         | 1          | KR              | 0               | 0               | UEL                | 0                  | 0                  | -           | -           | -           | 13     | 1      |
| Totale Spartak Mosca | Totale Spartak Mosca | Totale Spartak Mosca | 72         | 11         |                 | 4               | 1               |                    | 17                 | 1                  |             | -           | -           | 93     | 13     |
| gen.-giu. 2014       | Everton              | PL                   | 16         | 0          | FACup+CdL       | 2+0             | 0               | -                  | -                  | -                  | -           | -           | -           | 18     | 0      |
| 2014-2015            | Everton              | PL                   | 16         | 1          | FACup+CdL       | 2+1             | 0               | UEL                | 5                  | 0                  | -           | -           | -           | 24     | 1      |
| 2015-gen. 2016       | Everton              | PL                   | 0          | 0          | FACup+CdL       | 0+1             | 0               | -                  | -                  | -                  | -           | -           | -           | 1      | 0      |
| Totale Everton       | Totale Everton       | Totale Everton       | 32         | 1          |                 | 6               | 0               |                    | 5                  | 0                  |             | -           | -           | 43     | 1      |
| gen.-giu. 2016       | Sheffield Weds       | FLC                  | 13         | 1          | FACup+CdL       | -               | -               | -                  | -                  | -                  | -           | -           | -           | 13     | 1      |
| 2016-2017            | Preston N.E          | FLC                  | 34         | 8          | FACup+CdL       | 1+0             | 0               | -                  | -                  | -                  | -           | -           | -           | 35     | 8      |
| 2017-2018            | Sunderland           | FLC                  | 35         | 7          | FACup+CdL       | 0+2             | 0               | -                  | -                  | -                  | -           | -           | -           | 37     | 7      |
| 2018-2019            | Sunderland           | FL1                  | 34+1       | 11         | FACup+CdL       | 2+0             | 1               | -                  | -                  | -                  | FLT         | 3           | 2           | 40     | 14     |
| 2019-gen. 2020       | Sunderland           | FL1                  | 15         | 4          | FACup+CdL       | 2+2             | 1+1             | -                  | -                  | -                  | FLT         | 2           | 0           | 21     | 6      |
| gen.-giu. 2020       | Charlton             | FLC                  | 10         | 0          | FACup+CdL       | -               | -               | -                  | -                  | -                  | -           | -           | -           | 10     | 0      |
| 2020-2021            | Sunderland           | FL1                  | 29+2       | 4          | FACup+CdL       | 0               | 0               | -                  | -                  | -                  | FLT         | 5           | 2           | 36     | 6      |
| 2021-2022            | Sunderland           | FL1                  | 14         | 3          | FACup+CdL       | 0+2             | 0               | -                  | -                  | -                  | FLT         | 0           | 0           | 16     | 3      |
| Totale Sunderland    | Totale Sunderland    | Totale Sunderland    | 127+3      | 29         |                 | 10              | 3               |                    | -                  | -                  |             | 10          | 4           | 150    | 36     |
| Totale carriera      | Totale carriera      | Totale carriera      | 476        | 81         |                 | 55              | 8               |                    | 55                 | 3                  |             | 10          | 4           | 596    | 96     |

### Cronologia presenze e reti in nazionale
| Cronologia completa delle presenze e delle reti in nazionale ― Irlanda | Cronologia completa delle presenze e delle reti in nazionale ― Irlanda | Cronologia completa delle presenze e delle reti in nazionale ― Irlanda | Cronologia completa delle presenze e delle reti in nazionale ― Irlanda | Cronologia completa delle presenze e delle reti in nazionale ― Irlanda | Cronologia completa delle presenze e delle reti in nazionale ― Irlanda | Cronologia completa delle presenze e delle reti in nazionale ― Irlanda | Cronologia completa delle presenze e delle reti in nazionale ― Irlanda |
| Data                                                                   | Città                                                                  | In casa                                                                | Risultato                                                              | Ospiti                                                                 | Competizione                                                           | Reti                                                                   | Note                                                                   |
| ---------------------------------------------------------------------- | ---------------------------------------------------------------------- | ---------------------------------------------------------------------- | ---------------------------------------------------------------------- | ---------------------------------------------------------------------- | ---------------------------------------------------------------------- | ---------------------------------------------------------------------- | ---------------------------------------------------------------------- |
| 2-6-2004                                                               | Londra                                                                 | Irlanda                                                                | 1 – 0                                                                  | Giamaica                                                               | Amichevole                                                             | -                                                                      | 82’                                                                    |
| 16-11-2004                                                             | Dublino                                                                | Irlanda                                                                | 1 – 0                                                                  | Croazia                                                                | Amichevole                                                             | -                                                                      | 90’                                                                    |
| 9-2-2005                                                               | Dublino                                                                | Irlanda                                                                | 1 – 0                                                                  | Portogallo                                                             | Amichevole                                                             | -                                                                      | 83’                                                                    |
| 24-5-2006                                                              | Dublino                                                                | Irlanda                                                                | 0 – 1                                                                  | Cile                                                                   | Amichevole                                                             | -                                                                      | 53’                                                                    |
| 16-8-2006                                                              | Dublino                                                                | Irlanda                                                                | 0 – 4                                                                  | Paesi Bassi                                                            | Amichevole                                                             | -                                                                      |                                                                        |
| 2-9-2006                                                               | Stoccarda                                                              | Germania                                                               | 1 – 0                                                                  | Irlanda                                                                | Qual. Euro 2008                                                        | -                                                                      | 77’                                                                    |
| 7-10-2006                                                              | Nicosia                                                                | Cipro                                                                  | 5 – 2                                                                  | Irlanda                                                                | Qual. Euro 2008                                                        | -                                                                      | 80’                                                                    |
| 15-11-2006                                                             | Dublino                                                                | Irlanda                                                                | 5 – 0                                                                  | San Marino                                                             | Qual. Euro 2008                                                        | -                                                                      | 63’                                                                    |
| 24-3-2007                                                              | Dublino                                                                | Irlanda                                                                | 1 – 0                                                                  | Galles                                                                 | Qual. Euro 2008                                                        | -                                                                      | 89’                                                                    |
| 28-3-2007                                                              | Dublino                                                                | Irlanda                                                                | 1 – 0                                                                  | Slovacchia                                                             | Qual. Euro 2008                                                        | -                                                                      | 87’                                                                    |
| 22-8-2007                                                              | Aarhus                                                                 | Danimarca                                                              | 0 – 4                                                                  | Irlanda                                                                | Amichevole                                                             | -                                                                      |                                                                        |
| 8-9-2007                                                               | Bratislava                                                             | Slovacchia                                                             | 2 – 2                                                                  | Irlanda                                                                | Qual. Euro 2008                                                        | -                                                                      | 61’                                                                    |
| 12-9-2007                                                              | Praga                                                                  | Rep. Ceca                                                              | 1 – 0                                                                  | Irlanda                                                                | Qual. Euro 2008                                                        | -                                                                      | 62’                                                                    |
| 13-10-2007                                                             | Dublino                                                                | Irlanda                                                                | 0 – 0                                                                  | Germania                                                               | Qual. Euro 2008                                                        | -                                                                      | 80’                                                                    |
| 17-10-2007                                                             | Dublino                                                                | Irlanda                                                                | 1 – 1                                                                  | Cipro                                                                  | Qual. Euro 2008                                                        | -                                                                      | 63’                                                                    |
| 17-11-2007                                                             | Cardiff                                                                | Galles                                                                 | 2 – 2                                                                  | Irlanda                                                                | Qual. Euro 2008                                                        | -                                                                      |                                                                        |
| 6-2-2008                                                               | Dublino                                                                | Irlanda                                                                | 0 – 1                                                                  | Brasile                                                                | Amichevole                                                             | -                                                                      |                                                                        |
| 29-5-2008                                                              | Londra                                                                 | Irlanda                                                                | 1 – 0                                                                  | Colombia                                                               | Amichevole                                                             | -                                                                      |                                                                        |
| 20-8-2008                                                              | Oslo                                                                   | Norvegia                                                               | 1 – 1                                                                  | Irlanda                                                                | Amichevole                                                             | -                                                                      | 69’                                                                    |
| 6-9-2008                                                               | Magonza                                                                | Georgia                                                                | 1 – 2                                                                  | Irlanda                                                                | Qual. Mondiali 2010                                                    | -                                                                      | 88’                                                                    |
| 10-9-2008                                                              | Podgorica                                                              | Montenegro                                                             | 0 – 0                                                                  | Irlanda                                                                | Qual. Mondiali 2010                                                    | -                                                                      |                                                                        |
| 15-10-2008                                                             | Dublino                                                                | Irlanda                                                                | 1 – 0                                                                  | Cipro                                                                  | Qual. Mondiali 2010                                                    | -                                                                      | 90’                                                                    |
| 11-2-2009                                                              | Dublino                                                                | Irlanda                                                                | 2 – 1                                                                  | Georgia                                                                | Qual. Mondiali 2010                                                    | -                                                                      |                                                                        |
| 28-3-2009                                                              | Dublino                                                                | Irlanda                                                                | 1 – 1                                                                  | Bulgaria                                                               | Qual. Mondiali 2010                                                    | -                                                                      | 90’                                                                    |
| 29-5-2009                                                              | Londra                                                                 | Nigeria                                                                | 1 – 1                                                                  | Irlanda                                                                | Amichevole                                                             | -                                                                      | 46’                                                                    |
| 6-6-2009                                                               | Sofia                                                                  | Bulgaria                                                               | 1 – 1                                                                  | Irlanda                                                                | Qual. Mondiali 2010                                                    | -                                                                      | 71’                                                                    |
| 12-8-2009                                                              | Limerick                                                               | Irlanda                                                                | 0 – 3                                                                  | Australia                                                              | Amichevole                                                             | -                                                                      | 81’                                                                    |
| 5-9-2009                                                               | Nicosia                                                                | Cipro                                                                  | 1 – 2                                                                  | Irlanda                                                                | Qual. Mondiali 2010                                                    | -                                                                      | 67’                                                                    |
| 10-10-2009                                                             | Dublino                                                                | Irlanda                                                                | 2 – 2                                                                  | Italia                                                                 | Qual. Mondiali 2010                                                    | -                                                                      | 78’                                                                    |
| 14-11-2009                                                             | Dublino                                                                | Irlanda                                                                | 0 – 1                                                                  | Francia                                                                | Qual. Mondiali 2010                                                    | -                                                                      | 76’                                                                    |
| 18-11-2009                                                             | Parigi                                                                 | Francia                                                                | 1 – 1 dts                                                              | Irlanda                                                                | Qual. Mondiali 2010                                                    | -                                                                      | 107’                                                                   |
| 2-3-2010                                                               | Londra                                                                 | Irlanda                                                                | 0 – 2                                                                  | Brasile                                                                | Amichevole                                                             | -                                                                      | 57’                                                                    |
| 3-9-2010                                                               | Erevan                                                                 | Armenia                                                                | 0 – 1                                                                  | Irlanda                                                                | Qual. Euro 2012                                                        | -                                                                      | 68’                                                                    |
| 7-9-2010                                                               | Dublino                                                                | Irlanda                                                                | 3 – 1                                                                  | Andorra                                                                | Qual. Euro 2012                                                        | -                                                                      |                                                                        |
| 8-10-2010                                                              | Dublino                                                                | Irlanda                                                                | 2 – 3                                                                  | Russia                                                                 | Qual. Euro 2012                                                        | -                                                                      |                                                                        |
| 12-10-2010                                                             | Žilina                                                                 | Slovacchia                                                             | 1 – 1                                                                  | Irlanda                                                                | Qual. Euro 2012                                                        | -                                                                      |                                                                        |
| 17-11-2010                                                             | Dublino                                                                | Irlanda                                                                | 1 – 2                                                                  | Norvegia                                                               | Amichevole                                                             | -                                                                      | 46’                                                                    |
| 26-3-2011                                                              | Dublino                                                                | Irlanda                                                                | 2 – 1                                                                  | Macedonia                                                              | Qual. Euro 2012                                                        | 1                                                                      |                                                                        |
| 29-3-2011                                                              | Dublino                                                                | Irlanda                                                                | 2 – 3                                                                  | Uruguay                                                                | Amichevole                                                             | -                                                                      | 78’                                                                    |
| 4-6-2011                                                               | Skopje                                                                 | Macedonia                                                              | 0 – 2                                                                  | Irlanda                                                                | Qual. Euro 2012                                                        | -                                                                      |                                                                        |
| 2-9-2011                                                               | Dublino                                                                | Irlanda                                                                | 0 – 0                                                                  | Slovacchia                                                             | Qual. Euro 2012                                                        | -                                                                      | 85’                                                                    |
| 6-9-2011                                                               | Mosca                                                                  | Russia                                                                 | 0 – 0                                                                  | Irlanda                                                                | Qual. Euro 2012                                                        | -                                                                      |                                                                        |
| 7-10-2011                                                              | Andorra la Vella                                                       | Andorra                                                                | 0 – 2                                                                  | Irlanda                                                                | Qual. Euro 2012                                                        | 1                                                                      |                                                                        |
| 11-10-2011                                                             | Dublino                                                                | Irlanda                                                                | 2 – 1                                                                  | Armenia                                                                | Qual. Euro 2012                                                        | -                                                                      | 66’ 67’                                                                |
| 11-11-2011                                                             | Tallinn                                                                | Estonia                                                                | 0 – 4                                                                  | Irlanda                                                                | Qual. Euro 2012                                                        | -                                                                      |                                                                        |
| 15-11-2011                                                             | Dublino                                                                | Irlanda                                                                | 1 – 1                                                                  | Estonia                                                                | Qual. Euro 2012                                                        | -                                                                      | 59’                                                                    |
| 29-2-2012                                                              | Dublino                                                                | Irlanda                                                                | 1 – 1                                                                  | Rep. Ceca                                                              | Amichevole                                                             | -                                                                      | 79’                                                                    |
| 26-5-2012                                                              | Dublino                                                                | Irlanda                                                                | 1 – 0                                                                  | Bosnia ed Erzegovina                                                   | Amichevole                                                             | -                                                                      | 46’                                                                    |
| 4-6-2012                                                               | Budapest                                                               | Ungheria                                                               | 0 – 0                                                                  | Irlanda                                                                | Amichevole                                                             | -                                                                      |                                                                        |
| 10-6-2012                                                              | Poznań                                                                 | Croazia                                                                | 3 – 1                                                                  | Irlanda                                                                | Euro 2012 - 1º turno                                                   | -                                                                      | 54’                                                                    |
| 14-6-2012                                                              | Danzica                                                                | Irlanda                                                                | 0 – 4                                                                  | Spagna                                                                 | Euro 2012 - 1º turno                                                   | -                                                                      |                                                                        |
| 18-6-2012                                                              | Poznań                                                                 | Italia                                                                 | 2 – 0                                                                  | Irlanda                                                                | Euro 2012 - 1º turno                                                   | -                                                                      | 65’                                                                    |
| 15-8-2012                                                              | Belgrado                                                               | Serbia                                                                 | 0 – 0                                                                  | Irlanda                                                                | Amichevole                                                             | -                                                                      | 79’                                                                    |
| 7-9-2012                                                               | Astana                                                                 | Kazakistan                                                             | 1 – 2                                                                  | Irlanda                                                                | Qual. Mondiali 2014                                                    | -                                                                      |                                                                        |
| 11-9-2012                                                              | Dublino                                                                | Irlanda                                                                | 4 – 1                                                                  | Oman                                                                   | Amichevole                                                             | -                                                                      | 70’                                                                    |
| 12-10-2012                                                             | Dublino                                                                | Irlanda                                                                | 1 – 6                                                                  | Germania                                                               | Qual. Mondiali 2014                                                    | -                                                                      | 69’                                                                    |
| 16-10-2012                                                             | Tórshavn                                                               | Fær Øer                                                                | 1 – 4                                                                  | Irlanda                                                                | Qual. Mondiali 2014                                                    | -                                                                      |                                                                        |
| 29-5-2013                                                              | Londra                                                                 | Inghilterra                                                            | 1 – 1                                                                  | Irlanda                                                                | Amichevole                                                             | -                                                                      | 68’                                                                    |
| 2-6-2013                                                               | Dublino                                                                | Irlanda                                                                | 4 – 0                                                                  | Georgia                                                                | Amichevole                                                             | -                                                                      | 65’                                                                    |
| 7-6-2013                                                               | Dublino                                                                | Irlanda                                                                | 3 – 0                                                                  | Fær Øer                                                                | Qual. Mondiali 2014                                                    | -                                                                      | 77’                                                                    |
| 15-10-2013                                                             | Dublino                                                                | Irlanda                                                                | 3 – 1                                                                  | Kazakistan                                                             | Qual. Mondiali 2014                                                    | -                                                                      | 75’                                                                    |
| 15-11-2013                                                             | Dublino                                                                | Irlanda                                                                | 3 – 0                                                                  | Lettonia                                                               | Amichevole                                                             | 1                                                                      | 72’                                                                    |
| 19-11-2013                                                             | Poznań                                                                 | Polonia                                                                | 0 – 0                                                                  | Irlanda                                                                | Amichevole                                                             | -                                                                      | 63’                                                                    |
| 5-3-2014                                                               | Dublino                                                                | Irlanda                                                                | 1 – 2                                                                  | Serbia                                                                 | Amichevole                                                             | -                                                                      | 73’                                                                    |
| 25-5-2014                                                              | Dublino                                                                | Irlanda                                                                | 1 – 2                                                                  | Turchia                                                                | Amichevole                                                             | -                                                                      | 66’                                                                    |
| 31-5-2014                                                              | Londra                                                                 | Italia                                                                 | 0 – 0                                                                  | Irlanda                                                                | Amichevole                                                             | -                                                                      |                                                                        |
| 6-6-2014                                                               | Chester                                                                | Costa Rica                                                             | 1 – 1                                                                  | Irlanda                                                                | Amichevole                                                             | -                                                                      | 68’                                                                    |
| 10-6-2014                                                              | East Rutherford                                                        | Irlanda                                                                | 1 – 5                                                                  | Portogallo                                                             | Amichevole                                                             | -                                                                      | 75’                                                                    |
| 3-9-2014                                                               | Dublino                                                                | Irlanda                                                                | 2 – 0                                                                  | Oman                                                                   | Amichevole                                                             | -                                                                      | 59’                                                                    |
| 7-9-2014                                                               | Tbilisi                                                                | Georgia                                                                | 1 – 2                                                                  | Irlanda                                                                | Qual. Euro 2016                                                        | 2                                                                      |                                                                        |
| 11-10-2014                                                             | Dublino                                                                | Irlanda                                                                | 7 – 0                                                                  | Gibilterra                                                             | Qual. Euro 2016                                                        | -                                                                      |                                                                        |
| 14-10-2014                                                             | Gelsenkirchen                                                          | Germania                                                               | 1 – 1                                                                  | Irlanda                                                                | Qual. Euro 2016                                                        | -                                                                      |                                                                        |
| 14-11-2014                                                             | Glasgow                                                                | Scozia                                                                 | 1 – 0                                                                  | Irlanda                                                                | Qual. Euro 2016                                                        | -                                                                      | 15’                                                                    |
| 18-11-2014                                                             | Dublino                                                                | Irlanda                                                                | 4 – 1                                                                  | Stati Uniti                                                            | Amichevole                                                             | -                                                                      | 59’ 90’                                                                |
| 29-3-2015                                                              | Dublino                                                                | Irlanda                                                                | 1 – 1                                                                  | Polonia                                                                | Qual. Euro 2016                                                        | -                                                                      | 68’                                                                    |
| 7-6-2015                                                               | Dublino                                                                | Irlanda                                                                | 0 – 0                                                                  | Inghilterra                                                            | Amichevole                                                             | -                                                                      |                                                                        |
| 4-9-2015                                                               | Loulé                                                                  | Gibilterra                                                             | 0 – 4                                                                  | Irlanda                                                                | Qual. Euro 2016                                                        | -                                                                      | 77’                                                                    |
| 11-10-2015                                                             | Varsavia                                                               | Polonia                                                                | 2 – 1                                                                  | Irlanda                                                                | Qual. Euro 2016                                                        | -                                                                      | 58’                                                                    |
| 13-11-2015                                                             | Zenica                                                                 | Bosnia ed Erzegovina                                                   | 1 – 1                                                                  | Irlanda                                                                | Qual. Euro 2016                                                        | -                                                                      | 86’                                                                    |
| 25-3-2016                                                              | Dublino                                                                | Irlanda                                                                | 1 – 0                                                                  | Svizzera                                                               | Amichevole                                                             | -                                                                      | 61’                                                                    |
| 29-3-2016                                                              | Dublino                                                                | Irlanda                                                                | 2 – 2                                                                  | Slovacchia                                                             | Amichevole                                                             | -                                                                      | 73’                                                                    |
| 31-5-2016                                                              | Cork                                                                   | Irlanda                                                                | 1 – 2                                                                  | Bielorussia                                                            | Amichevole                                                             | -                                                                      | 75’                                                                    |
| 13-6-2016                                                              | Saint-Denis                                                            | Irlanda                                                                | 1 – 1                                                                  | Svezia                                                                 | Euro 2016 - 1º turno                                                   | -                                                                      | 85’                                                                    |
| 18-6-2016                                                              | Bordeaux                                                               | Belgio                                                                 | 3 – 0                                                                  | Irlanda                                                                | Euro 2016 - 1º turno                                                   | -                                                                      | 71’                                                                    |
| 22-6-2016                                                              | Lilla                                                                  | Italia                                                                 | 0 – 1                                                                  | Irlanda                                                                | Euro 2016 - 1º turno                                                   | -                                                                      | 70’                                                                    |
| 12-11-2016                                                             | Vienna                                                                 | Austria                                                                | 0 – 1                                                                  | Irlanda                                                                | Qual. Mondiali 2018                                                    | -                                                                      | 85’                                                                    |
| 24-3-2017                                                              | Dublino                                                                | Irlanda                                                                | 0 – 0                                                                  | Galles                                                                 | Qual. Mondiali 2018                                                    | -                                                                      | 80’ 90+1’                                                              |
| 28-3-2017                                                              | Dublino                                                                | Irlanda                                                                | 0 – 1                                                                  | Islanda                                                                | Amichevole                                                             | -                                                                      | 73’                                                                    |
| 4-6-2017                                                               | Dublino                                                                | Irlanda                                                                | 3 – 1                                                                  | Uruguay                                                                | Amichevole                                                             | -                                                                      | 60’                                                                    |
| 11-6-2017                                                              | Dublino                                                                | Irlanda                                                                | 1 – 1                                                                  | Austria                                                                | Qual. Mondiali 2018                                                    | -                                                                      | 77’                                                                    |
| 2-9-2017                                                               | Tbilisi                                                                | Georgia                                                                | 1 – 1                                                                  | Irlanda                                                                | Qual. Mondiali 2018                                                    | -                                                                      | 61’                                                                    |
| 6-10-2017                                                              | Dublino                                                                | Irlanda                                                                | 2 – 0                                                                  | Moldavia                                                               | Qual. Mondiali 2018                                                    | -                                                                      | 79’                                                                    |
| 14-11-2017                                                             | Dublino                                                                | Irlanda                                                                | 1 – 5                                                                  | Danimarca                                                              | Qual. Mondiali 2018                                                    | -                                                                      | 46’                                                                    |
| Totale                                                                 |                                                                        | Presenze (8º posto)                                                    | 93                                                                     |                                                                        | Reti                                                                   | 5                                                                      |                                                                        |

## Palmarès

### Club
- Campionato scozzese: 4

Celtic: 2003-2004, 2005-2006, 2006-2007, 2007-2008
- Coppa di Scozia: 2

Celtic: 2004-2005, 2006-2007
- Coppa di Lega scozzese: 2

Celtic: 2005-2006, 2008-2009
- English Football League Trophy: 1

Sunderland: 2020-2021

### Individuale
- Miglior giovane dell'anno della SPFA: 1

2007-2008
- Giocatore dell'anno della SPFA: 1

2007-2008